# Thomas Jacobsen
Thomas Jacobsen (Bodø, 16 settembre 1983) è un ex calciatore norvegese, di ruolo difensore.

## Carriera

### Club

#### Innstranden e Bodø/Glimt
Jacobsen ha iniziato la carriera con la maglia dell'Innstranden. È passato successivamente al Bodø/Glimt, per cui ha debuttato nella 1. divisjon il 9 aprile 2006, nel successo per 1-0 sullo Sparta Sarpsborg. Il 4 novembre 2007 ha segnato la prima rete, nella sconfitta per 4-1 sul campo dello Sparta Sarpsborg. Nella stessa stagione, la squadra ha centrato la promozione nell'Eliteserien.
Jacobsen ha esordito nella massima divisione norvegese in data 16 maggio 2008, sostituendo Thiago Martins nei minuti finali del successo per 2-0 sul Tromsø.

#### Lyn Oslo
Nel 2009 è stato ingaggiato dal Lyn Oslo, per cui ha giocato il primo match il 15 marzo 2009, nella sconfitta per 0-1 sul campo del Molde. A fine stagione la squadra è retrocessa, ma Jacobsen vi è rimasto in forza. Durante il campionato 2010, però, il Lyn Oslo ha dichiarato bancarotta e tutti i suoi calciatori si sono ritrovati svincolati, Jacobsen incluso. Inoltre, tutte le sue partite di campionato – anche quelle già disputate – sono state annullate.

#### Ritorno al Bodø/Glimt
Il difensore è tornato allora al Bodø/Glimt, venendo schierato in campo con regolarità. Nel campionato 2013, ha contribuito al 1º posto finale in classifica e alla conseguente promozione della squadra. Al termine della 30ª ed ultima giornata del campionato 2016, in virtù della sconfitta per 2-1 sul campo del Rosenborg e della contemporanea vittoria per 3-0 dello Stabæk sullo Start, il Bodø/Glimt è scivolato al 15º posto, retrocedendo così in 1. divisjon.

## Statistiche

### Presenze e reti nei club
Statistiche aggiornate al 1º gennaio 2020.
| Stagione           | Club               | Campionato         | Campionato | Campionato | Coppe nazionali | Coppe nazionali | Coppe nazionali | Coppe continentali | Coppe continentali | Coppe continentali | Supercoppe | Supercoppe | Supercoppe | Totale | Totale |
| Stagione           | Club               | Comp               | Pres       | Reti       | Comp            | Pres            | Reti            | Comp               | Pres               | Reti               | Comp       | Pres       | Reti       | Pres   | Reti   |
| ------------------ | ------------------ | ------------------ | ---------- | ---------- | --------------- | --------------- | --------------- | ------------------ | ------------------ | ------------------ | ---------- | ---------- | ---------- | ------ | ------ |
| 2003               | Innstranden        | 3D                 | ?          | ?          | CN              | ?               | ?               | -                  | -                  | -                  | -          | -          | -          | ?      | ?      |
| 2004               | Innstranden        | 3D                 | ?          | ?          | CN              | ?               | ?               | -                  | -                  | -                  | -          | -          | -          | ?      | ?      |
| 2005               | Innstranden        | 3D                 | ?          | ?          | CN              | ?               | ?               | -                  | -                  | -                  | -          | -          | -          | ?      | ?      |
| Totale Innstranden | Totale Innstranden | Totale Innstranden | ?          | ?          |                 | ?               | ?               |                    | -                  | -                  |            | -          | -          | ?      | ?      |
| 2006               | Bodø/Glimt         | 1D                 | 25         | 0          | CN              | ?               | ?               | -                  | -                  | -                  | -          | -          | -          | ?      | ?      |
| 2007               | Bodø/Glimt         | 1D                 | 26+1       | 1+0        | CN              | ?               | ?               | -                  | -                  | -                  | -          | -          | -          | ?      | ?      |
| 2008               | Bodø/Glimt         | ES                 | 2          | 0          | CN              | 3               | 0               | -                  | -                  | -                  | -          | -          | -          | 5      | 0      |
| 2009               | Lyn Oslo           | ES                 | 8          | 0          | CN              | 2               | 0               | -                  | -                  | -                  | -          | -          | -          | 10     | 0      |
| gen.-giu. 2010     | Lyn Oslo           | 1D                 | 0          | 0          | CN              | 1               | 0               | -                  | -                  | -                  | -          | -          | -          | 1      | 0      |
| Totale Lyn Oslo    | Totale Lyn Oslo    | Totale Lyn Oslo    | 8          | 0          |                 | 3               | 0               |                    | -                  | -                  |            | -          | -          | 11     | 0      |
| ago.-dic. 2010     | Bodø/Glimt         | 1D                 | 8          | 0          | CN              | ?               | ?               | -                  | -                  | -                  | -          | -          | -          | ?      | ?      |
| 2011               | Bodø/Glimt         | 1D                 | 27         | 1          | CN              | 3               | 0               | -                  | -                  | -                  | -          | -          | -          | 30     | 1      |
| 2012               | Bodø/Glimt         | 1D                 | 29+2       | 0          | CN              | 3               | 0               | -                  | -                  | -                  | -          | -          | -          | 34     | 0      |
| 2013               | Bodø/Glimt         | 1D                 | 23         | 3          | CN              | 5               | 0               | -                  | -                  | -                  | -          | -          | -          | 28     | 3      |
| 2014               | Bodø/Glimt         | ES                 | 27         | 0          | CN              | 4               | 0               | -                  | -                  | -                  | -          | -          | -          | 31     | 0      |
| 2015               | Bodø/Glimt         | ES                 | 28         | 0          | CN              | 3               | 0               | -                  | -                  | -                  | -          | -          | -          | 31     | 0      |
| 2016               | Bodø/Glimt         | ES                 | 28         | 0          | CN              | 5               | 0               | -                  | -                  | -                  | -          | -          | -          | 33     | 0      |
| 2017               | Bodø/Glimt         | 1D                 | 19         | 0          | CN              | 1               | 0               | -                  | -                  | -                  | -          | -          | -          | 20     | 0      |
| 2018               | Bodø/Glimt         | ES                 | 16         | 0          | CN              | 0               | 0               | -                  | -                  | -                  | -          | -          | -          | 16     | 0      |
| Totale Bodø/Glimt  | Totale Bodø/Glimt  | Totale Bodø/Glimt  | 250+3      | 5+0        |                 | ?               | ?               |                    | -                  | -                  |            | -          | -          | ?      | ?      |
| 2019               | Fauske/Sprint      | 4D                 | 14         | 3          | CN              | 1               | 0               | -                  | -                  | -                  | -          | -          | -          | 15     | 3      |
| Totale             | Totale             | Totale             | ?          | ?          |                 | ?               | ?               |                    | 2                  | 0                  |            | -          | -          | ?      | ?      |